# 中部科學園區
24°12′36.0″N 120°37′05.4″E / 24.210000°N 120.618167°E

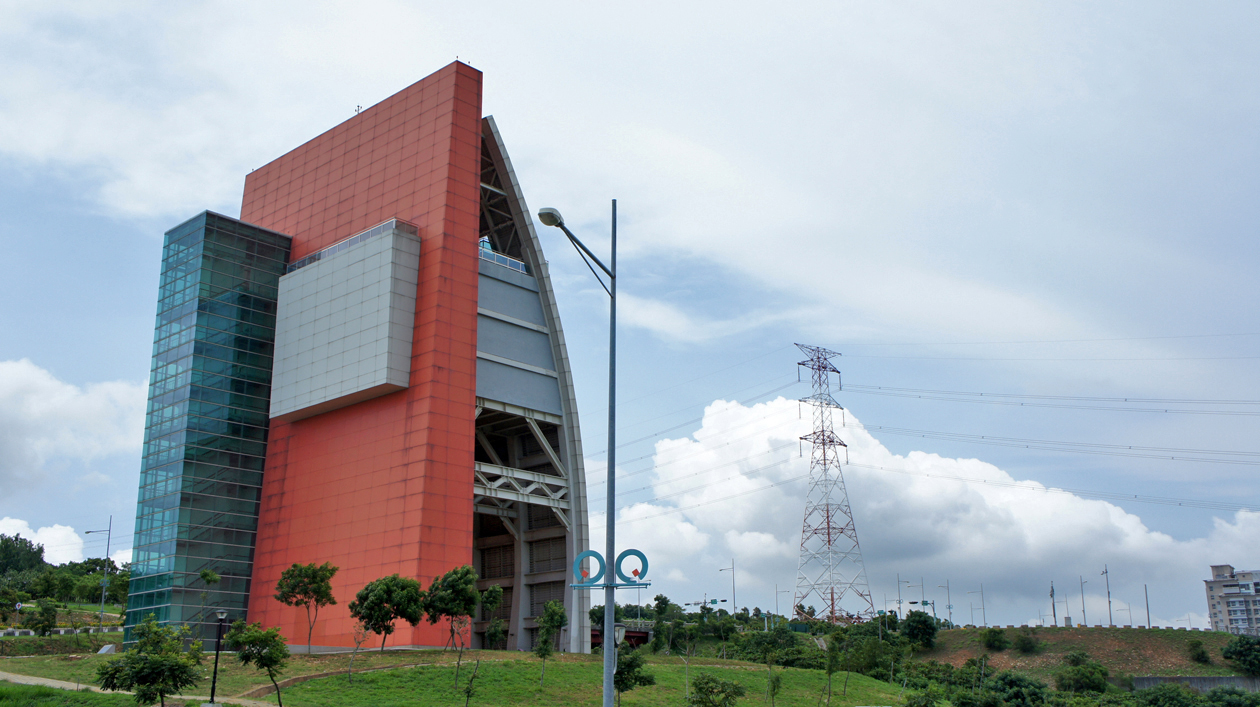
位於中科臺中基地科園路的水塔

中部科學園區（簡稱中科），舊稱中部科學工業園區是位於臺灣中部的一座科學園區，所屬園區包含臺中園區、虎尾園區、后里園區、二林園區及中興園區，官方核定的園區範圍涵蓋臺中市西屯區、大雅區與后里區、彰化縣二林鎮、雲林縣虎尾鎮及南投縣南投市，其行政管理單位為國家科學及技術委員會中部科學園區管理局。

## 簡介
中部科學園區自2002年9月23日行政院核定籌設計畫以來，在中央與地方政府的同心協力下，採公共工程與廠商同步建廠、同步施工方式，從籌設計畫核定至工程開工僅10個月零5天，於2003年7月28日開放廠商進駐，創下科學園區開發破紀錄之效率。由於廠商投資進駐踴躍，新增后里園區的籌設推動亦自行政院2005年6月27日核定籌設計畫後，至2006年3月31日引進廠商開始建廠為止，再創9個月又4天開發新紀錄。2004年10月27日，中科園區友達光電正式對外營運，自建廠至對外營運僅短短1年又3個月，寫下另一頁科學園區開發的歷史紀錄。

### 起源
2000年中華民國總統選舉，民主進步黨總統候選人陳水扁依時任臺中市副市長張景森建言，支持去年底臺中市政府擬定的「第三次都市發展策略」裡所強調的「三個第三」：第三個直轄市，第三個科學園區，第三個國際機場。陳水扁當選總統後，中科的籌設也正式浮上檯面。早在1999年初國科會就已擬具《設置科學園區總體環境分析之研究》，針對高科技產業長期發展需求，全面評估各縣市自然與社經條件設置科學園區的潛在可能性。2000年面板大廠友達光電正在尋覓新一代TFT-LCD建廠的設置地點，由於當時竹科已經飽和，友達光電因此轉向行政院求援，行政院副院長林信義提出政府準備開發中科的願景，當友達同意進駐中科時，中科的開發即正式啟動。

### 計畫
2001年5月7日行政院通過「綠色矽島建設藍圖」政策，有關規劃推動新設園區的相關政策或策略概為：
1. 依《新世紀國家建設計畫》（科技政策有關規劃推動新設園區部分）（2000年12月，行政院第2714次會議通過，行政院經濟建設委員會彙編）略以：
  1. 於適當地點設置核心園區，並建設鄰近衛星園區，形成高科技產業聚落。
  2. 配合國家資訊通信基本建設及交通建設，相連成網，建立科技島之架構，適時推動中部科學園區之籌設。
2. 為推動設置中部科學園區，業已辦理完成《中部區域科技產業環境資源潛力之研究》（2000年6月，科學園區管理局）及《設置中部科學園區可行性研究》（2001年6月，科學園區管理局），相關研究成果摘述略以：
  1. 高科技產業集中發展於南北，而中部仍以傳統產業為主，在需面對來自大陸及東南亞之競爭下， 如中部產業外移，區域發展更形不均衡，是以，有必要促使中部產業升級、區域發展均衡，並於中部地區設置科學園區。
  2. 中部地區優勢為位置適中、交通便利、氣候條件優越、產業及居住環境易於經營、傳統產業基礎厚實，再加上高品質遊憩環境，足以支持高科技產 業之發展。
  3. 依中部地區之自然環境、產業、研發、人力等資源，以及各地區都市化建設情形，抽樣調查國內新竹科學園區、新竹工業區、臺中工業區、潭子加工出口區等高科技廠商意願後， 顯示超過六成廠商樂意赴中部地區進行投資。
  4. 中部科學園區建議以生物科技、精密機 械、光電及通訊產業等為目標引進產業；園區之開 發宜朝中等規模、綜合性核心園區發展，區內土地 使用以生產區及研發區為主。
  5. 中部科學園區之長期發展，建議可採區域網絡連結之開發模式，依各地環境資源狀況與產業發展需求，進行產業之空間分工，以整體帶動區域性之產業升級與轉型。

## 園區

### 臺中園區
中科臺中基地位於臺中市大雅區及西屯區交界處，北邊有軍方設施與清泉崗國際機場。東臨筏子溪、中山高速公路以及高鐵。西邊是大肚山頂，有內政部所屬的「臺中都會公園」。臺中園區413.91公頃(第一期開發331.08公頃、第二期開發82.83公頃)用地取得與開發。第二期開發案於2005年開始營運。
臺中園區總面積占地466公頃（含第一、二期以及擴建一期），位於臺中市西屯區與大雅區之間的大肚台地上，中科管理局設於此基地。園區鄰近中山高速公路、
福爾摩沙高速公路、臺中港、高鐵臺中站、臺中國際機場等交通設施，週遭亦有臺中工業區、臺中精密機械園區、工研院機械所、金屬中心、塑膠中心、東海大學、逢甲大學、靜宜大學、沙鹿高工、弘光科技大學及嶺東科技大學等工業與學術單位。另為解決中科從業員工子女就學需求，故設立國立中科實驗高級中學。
逢甲大學多年前在該處購置果園一塊，中科園區規劃於此成立後，該校即在中科設立創新育成中心，命名為中科校區，故其中科校區除了0.5公頃是向中科管理局租用外，其餘均屬逢甲大學自有地。而除此之外，國立中興大學與朝陽科技大學亦有租借園區內土地，設置育成中心。主要產業以光電、半導體、精密機械產業為主，目前進駐佔地最廣的公司機構為台積電。
臺中園區擴建一期開發案（原陸軍後勤指揮部大肚山彈藥分庫）：位於臺中園區西側，面積約53.08公頃。於2015年2月6日有條件通過環評，2016年12月28日環評大會再通過環境差異案。台積電增加投資興建12吋晶圓廠，另巨大機械公司投資設立全球營運總部。
臺中園區擴建二期開發計畫（現台中高爾夫球場）包含軍方靶場：緊鄰中科臺中園區西側，面積約90公頃，於2022年1月22日經行政院核定在案、2023年2月通過環評大會審查，預計開發完成供台積電興建2奈米以下晶圓廠。

臺中園區位置圖
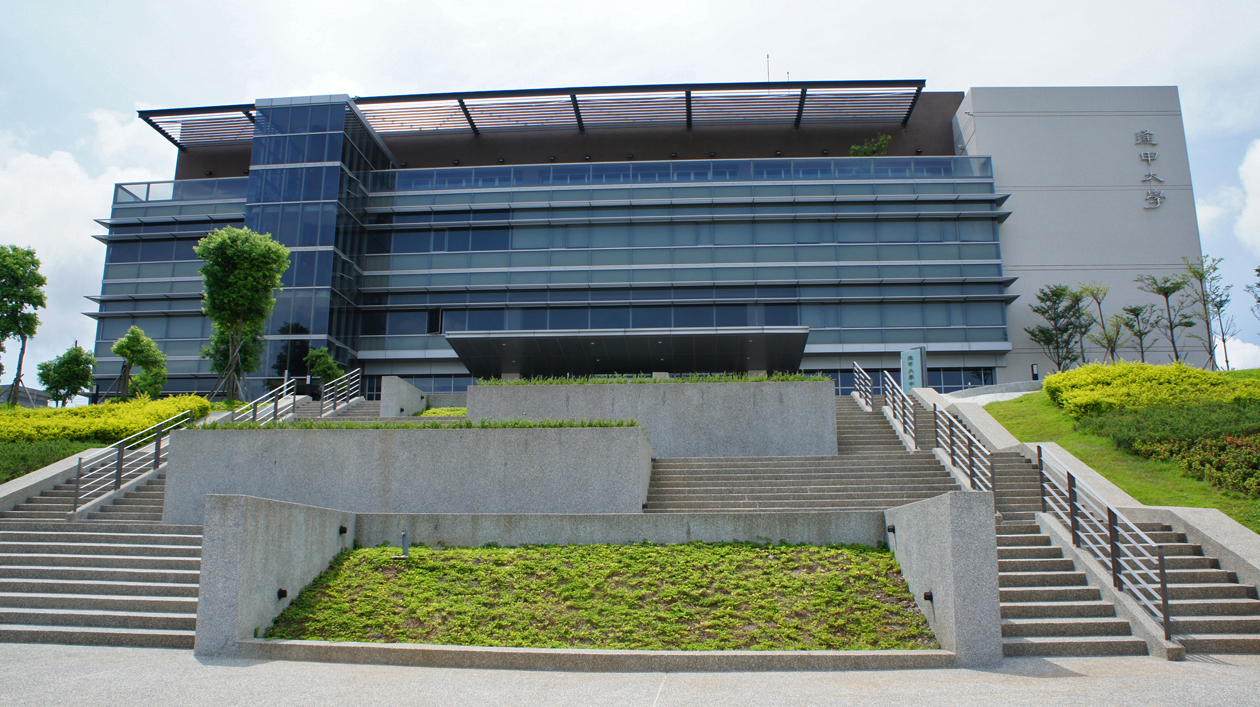
逢甲大學創新育成中心
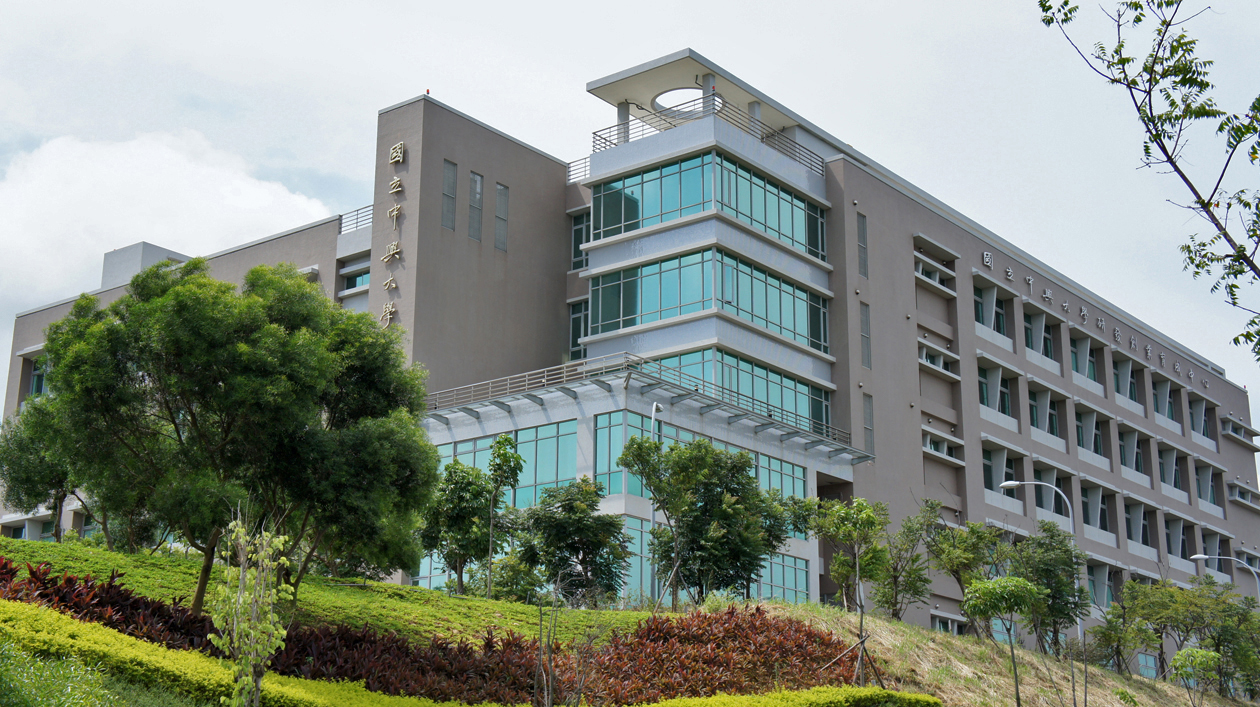
中興大學研發創業育成中心
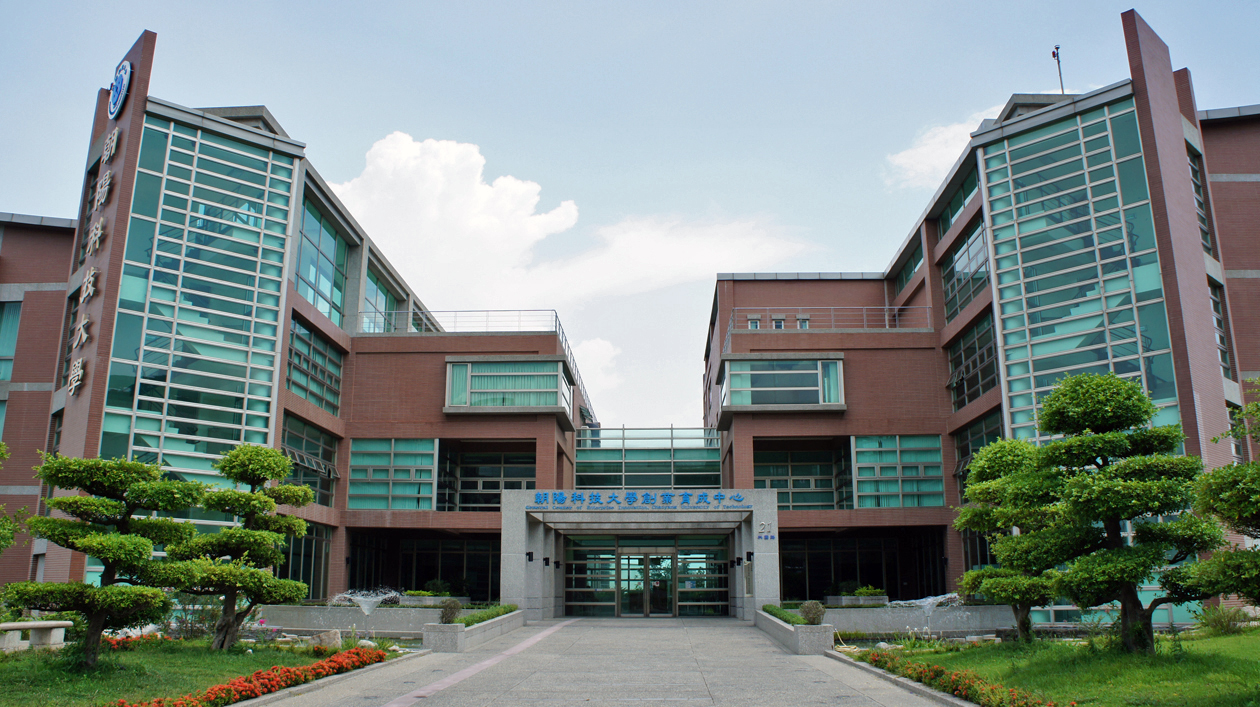
朝陽科技大學創業育成中心
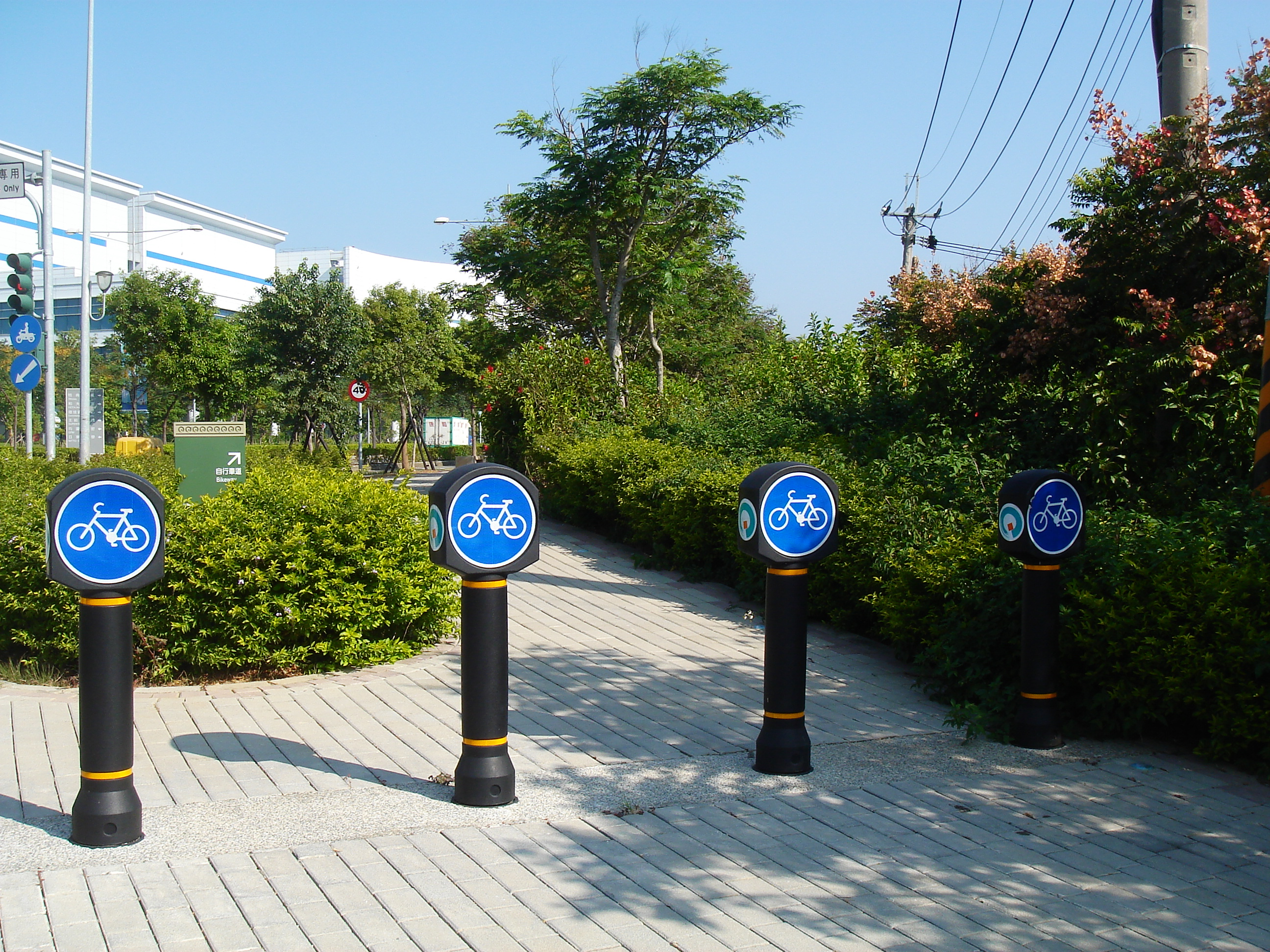
中科自行車道

### 虎尾園區
雲林虎尾園區96.11公頃用地取得與開發。主要產業以光電、生物科技產業為主。元翎精密工業、富喬工業、友霖生技、小原光學等多家廠商，目前已經建廠完畢，並且正式量產。
雲林虎尾園區佔地97公頃，位於雲林縣虎尾鎮西北側，即是緊鄰高鐵雲林站特定區的西側，鄰近虎尾交流道、台1線、台西古坑線。

### 后里園區
位於臺中市后里區都市計畫區南、北兩側，共有255公頃，於2006年3月動工興建，絕大部分土地為台糖公司所擁有的后里與七星兩農場。主要產業以光電、半導体、精密機械為主。友達、美光、千附、崴立機電...等多家廠商目前已正式量產。
台糖后里農場、七星農場（后里基地與七星基地）。鄰台13線、台中環線與中山高速公路，距離臺中園區約11公里。主要產業以光電、半導體及精密機械為主。

### 二林園區
二林園區建設目的：成為區域產業領頭羊，強化及發揮產業群聚效應，提供其他高科技廠商關鍵零組件及設備，以提升產品品質，增加台灣的高科技產業國際競爭力，型塑為高科技精密機械業發展重鎮。二林園區原為「中部科學工業園區第四期」，俗稱「中科四期」，面積631公頃，於彰化縣二林鎮台糖大排沙農場、萬興農場。鄰台19線、芳苑草屯線與中山高速公路。
2008年8月20日，由國科會宣布中科四期基地選定此處。但在國光石化開發案後，引發的環保爭議被受關注，又大肚溪攔河堰興建計畫取消。
2012年3月8日，國科會報請行政院重新檢討二林園區開發計畫的必要。3月15日國科會發出新聞稿說明：「輸水工程已暫緩施作，並進行安全措施」。4月19日，國科會回應轉型定案前不會停工，另提出轉型計畫送行政院核定，再進行相關程序。8月13日國科會宣布，中科四期轉型為精密機械園區計畫已完成報院程序，修正要點為調整進駐產業比例、降低所需用水、不挪用農業用水。2018年8月，環保署第二階段環評審查通過，彰化縣政府與中科局加速推動開發。2021年3月26日，矽品精密宣布將進駐二林園區。2022年10月3日，合晶科技宣布將進駐二林園區。2023年5月7日，成運汽車宣布將進駐二林園區。2023年10月11日，宏新科宣布將進駐二林園區。2023年12月25日，三輝公司與光泰環能宣布將進駐二林園區。

### 中興園區
位於南投縣南投市中興新村南核心南側（緊鄰國史館臺灣文獻館、興大南投校區），原為261.5公頃的「中興新村高等研究園區」開發計畫，2017年改為36.58公頃的「中興園區」開發計畫，建設目的：引進高科技與文創產業。
鄰福爾摩沙高速公路、台14乙線及台3甲線
以及芳苑草屯線。目前有工研院、資策會、經濟部中台灣創新園區與正瀚生技營運總部進駐。期盼結合鄰近的中科臺中園區、后里園區、二林園區、虎尾園區，進行產業提昇。

## 外部連結
- 中部科學園區（页面存档备份，存于）